# Facultad de Ciencias de la Salud (UNER)
La Facultad de Ciencias de la Salud es una facultad dependiente de la Universidad Nacional de Entre Ríos. Se encuentra ubicada en la ciudad de Concepción del Uruguay, aunque también se dicta la carrera de Licenciatura en Kinesiología y Fisiatría en la ciudad de Villaguay. En dicha facultad se pueden cursarse las siguientes carreras: Medicina, Lic. en Instrumentación Quirúrgica, Lic. en Obstetricia, Lic. en Enfermería, Lic. en Salud Ambiental, Téc. en Laboratorio de Análisis Clínico y	Téc. en Diagnóstico por Imágenes y de Posgrado: doctorado en Ciencias Médicas, maestría en Salud Familiar y Comunitaria, especialización en Salud Social y Comunitaria y	especialización en Termalismo Hidrología Médica, contando con carreras presenciales y a distancia.

## Sedes

### Concepción del Uruguay
- Sede Central: Lorenzo Sartorio 2160, Concepción del Uruguay, Entre Ríos

### Villaguay
- Carrera de Kinesiología y Fisiatría: Belgrano 1770 , Villaguay, Entre Ríos

## Autoridades
- Decano: Mg. Gregorio Etcheverry

- Vicedecano: Mg. Ricardo Azario

- Secretario General: Lic. Rubén E. Azario

- Secretario Académica: Mg. Valeria Belmonte

- Secretaria de Extensión: Lic. Ariel Blanc

- Secretario de Bienestar Estudiantil: Lic. Facundo Babio

- Secretario Económico Financiero : Cr. Roberto Bracco

- Secretaria de Investigación: Mg. Liliana Mingillo

- Secretaria de Gestión de Carrera - Lic. en Kinesiología y Fisiatría: Lic. Walter Matías Jaime

## Carreras

### Grado
- Medicina (6 años)
- Licenciatura en Instrumentación Quirúrgica (5 años). Título Intermedio: Instrumentador Quirúrgico (3 años)
- Licenciatura en Obstetricia (4 años)
- Licenciatura en Enfermería (5 años). Título Intermedio: Enfermero/a Universitario (3 años)
- Licenciatura en Kinesiología y Fisiatría (5 años) -Sede Villaguay
- Licenciatura en Salud Ambiental (5 años). Título Intermedio: Técnico en Salud Ambiental (2 ½ años)
- Téc. Laboratorio de Análisis Clínicos (3 años)
- Técnico en Diagnóstico por Imágenes (3 años)

### Posgrado
- Maestría en Salud Familiar y Comunitaria
- Especialización en Termalismo Hidrología Médica
- Especialización en Salud Social y Comunitaria

### A distancia
- Profesionalización de Auxiliares en Enfermería Licenciatura en Enfermería
- CCC. Licenciatura en Instrumentación Quirúrgica
- CCC. Licenciatura en Obstetricia

## Historia
La Facultad de Ciencias de la Salud viene consolidando, desde su creación, un camino de formación de los diferentes profesionales que integran el equipo de salud; apoyada en lineamientos institucionales orientados a promover el desarrollo de recursos humanos en salud de alta calidad y pertinencia territorial, con énfasis en los enfoques de atención primaria de la salud y desarrollo de estilos de vida y entornos saludables. Este proceso que comenzó con un carrera de pregrado  y 68 alumnos hoy posee más de 15 ofertas de grado, pregrado y posgrado y cerca de 4000 alumnos.

### 1986-1997
La FCS fue creada el 23 de agosto de 1986 por la Asamblea Universitaria de la UNER (Res. AU N.º 04/86) en el contexto de recuperación de la democracia y normalización de la vida académica, sobre la base de la Escuela de Enfermería que funcionaba desde el año 1983 en la localidad de Concepción del Uruguay. 
La creación de la FCS permitió desplegar nuevas ofertas académicas que, desde un primer momento, se orientaron a brindar respuestas a las demandas de formación de profesionales de la salud del medio local y regional y contemplaron el desarrollo progresivo de ofertas de grado y posgrado a partir de las carreras de pregrado iniciales. 
En esta dirección, en el año 1987 se crea la Licenciatura en Enfermería (Resolución CS N.º 194/87) complementando la carrera de Enfermería Universitaria  que se dictaba desde 1983 y proponiendo un currículo innovador basado en la Atención Primaria de la Salud. 
En 1988 se crea la carrera de Instrumentación Quirúrgica (Resolución CS N.º 015/88) con el objetivo de contribuir a la jerarquización de la formación en esta especialidad, que hasta ese momento se realizaba por medio de cursos no universitarios. 
Al año siguiente se aprueba la carrera Binacional de Obstetricia (Res CSU N.º 177/89), una iniciativa conjunta entre la Regional Norte de la Universidad de la República (R.O.U.) y la FCS de la UNER. A partir del ciclo lectivo 1992, comienza a dictarse por semestres alternativos en la ciudad de Concepción del Uruguay (Argentina) y Paysandú (R.O.U.) 
En 1990 se incorpora a  la oferta académica de la FCS la carrera de Técnico en Salud Ambiental (Resolución CS N.º 276/90), creada sobre la base del Curso de Técnicos en Saneamiento Ambiental que dictaba el Programa “Salud para Todos”, dependiente del Rectorado de la Universidad. Unos años más tarde, se modifica el plan de estudios de esta carrera (Resolución CS 065/96), se crea la Licenciatura en Salud Ambiental (Resolución CS N.º 066/96) y el mencionado programa pasa a tener asiento en la FCS (Resolución CS N.º 348/98). 
En 1997, merced a un convenio celebrado con el gobierno de la provincia de Entre Ríos, se crea la Licenciatura en Kinesiología y Fisiatría en la ciudad de Villaguay (Resolución CS N.º 231/97). Esta nueva apertura significa no sólo una nueva carrera, sino también la extensión del alcance territorial de las acciones de la FCS a la localidad de Villaguay y el afianzamiento de vínculos institucionales para el despliegue de la misma. 
Además de las carreras mencionadas, desde 1988 y sobre la base de un convenio con Salud Pública de Entre Ríos, la FCS dictó durante varios años consecutivos el Curso Anual de Auxiliares de Enfermería con la finalidad de capacitar al personal empírico de enfermería que se desempeñaba en los diversos hospitales de la provincia. Este curso sentó las bases para la posterior creación de la carrera de Profesionalización de Auxiliares de Enfermería (Resolución CS N.º 13/97). 
De esta forma la FCS transita una primera etapa de creación y puesta en marcha de sus primeras carreras, que queda reflejada en la evolución que registra la matrícula en esos años: entre 1986 y 1997 la misma pasará de 68 alumnos a 573.

### 1998-2008
A partir del año 1998 se inicia una nueva etapa en la que se pone el énfasis en desarrollar acciones tendientes a institucionalizar las prácticas y procesos de gestión, profesionalizar las actividades académicas y fortalecer el sentido de pertenencia involucrando participativamente a los docentes, graduados, agentes de administración y servicios, y muy especialmente a los estudiantes. 
En este contexto da comienzo  una primera fase de planeamiento institucional, en el marco de la cual se formulan los lineamientos de desarrollo de la FCS; se define la misión y la visión; se discute la construcción teórica-epistemológica del objeto de las ciencias de la salud; se consolida la oferta académica (las carreras, que hasta ese momento eran ofertas a término, pasaron a ser ofertas permanentes); se revisan planes de estudio, se sustancian numerosos concursos docentes y actividades de formación disciplinar y pedagógica; se impulsan actividades de formación de investigadores y extensionistas y se dan los primeros pasos del proyecto de compra de un predio y construcción de nueva sede para la FCS, que permita un desarrollo acorde de las distintas funciones. 
En lo que refiere al nivel de posgrado -y en el marco de las políticas institucionales orientadas al mejoramiento del nivel académico y de investigación de los docentes-, en el año 2000 comienza a dictarse la Maestría en Salud Familiar y Comunitaria en conjunto con la Facultad de Bromatología de la UNER. La maestría no sólo permitió mejorar la formación de los profesionales del ámbito local y regional, las competencias docentes e investigativas de los miembros de la comunidad educativa de la FCS sobre problemas regionales desde la perspectiva de la salud familiar y comunitaria, sino que también incentivó el debate y la reflexión acerca de qué profesional de la salud se debía formar para la región y qué perspectiva teórica-epistemológica debía adoptarse. Se asume entonces, una mirada integral y compleja del proceso de salud-enfermedad que es abordado desde las ciencias de la salud humana y del ambiente y el compromiso con la Atención Primaria de Salud. 
En el año 2004 se crea la carrera de Especialización en Termalismo e Hidrología Médica en estrecha relación con el proyecto provincial de desarrollo termal con énfasis en los usos y beneficios de las termas en la terapéutica y rehabilitación. El posgrado se diseñó con enfoque promocional, preventivo, terapéutico y rehabilitador que supuso una mirada crítica hacia saberes y prácticas institucionalizadas que llevaron a la revisión de la currícula de las carreras de grado que se dictaban en ese momento. 
Desde las nuevas miradas sobre el campo de la salud humana y del ambiente se pone en marcha, a partir del año 2004, un amplio proceso de revisión de los planes de estudio de las Licenciaturas en Enfermería (Resolución CS N.º 515/04), en Kinesiología y Fisiatría (Resolución CS N°518/04), en Obstetricia (Resolución CS N.º 517/04), Salud Ambiental (Resolución CS N.º 516/04) y la carrera de Instrumentación Quirúrgica (Resolución CS 519/04). Asimismo, se diseñan también Ciclos de Complementación Curricular (CCC) para las Licenciaturas en Kinesiología y Fisiatría (Resolución CS N.º 228/02) y en Obstetricia (Resolución CS N.º 253/06) con el propósito de brindar la oportunidad de obtener el grado a profesionales con títulos intermedios. 
En el transcurso de estos años la matrícula de la FCS sigue creciendo en respuesta a la creación de nuevas carreras (y como parte de las tendencias globales a la masificación del nivel superior): entre 1998 y 2008, los alumnos de la facultad pasan de 892 a 1849. Se va delineando en estos años un perfil de unidad académica caracterizado por una alta matrícula y amplitud de oferta académica y por un conjunto de desafíos relativos al aseguramiento de la calidad de los procesos de enseñanza y la disponibilidad de recursos para las demás funciones.

### 2009-2012
En el año 2007 comienza a trabajarse en el proyecto de creación de la Carrera de Medicina contando con el acompañamiento y tomando como referencia a la Carrera de Medicina de la Universidad Nacional de Rosario. Se proyecta así una carrera que comparte con las demás ofertas de la FCS su pertinencia territorial (cristalizada en múltiples expresiones de apoyo de la comunidad educativa y de distintos actores políticos de la salud, la educación) y su orientación a la salud comunitaria y la APS y que se diferencia de las tradicionales carreras de Medicina por su innovadora estructura curricular, el perfil profesional y el novedoso contrato didáctico entre docentes, alumnos y la institución implícitos en la estrategia de Aprendizaje Basado en Problemas. 
En el año 2008 se inicia una nueva instancia de planeamiento institucional, de la cual surge un segundo Plan de Desarrollo Institucional que recoge los avances y aprendizajes realizados por la FCS y marca los lineamientos de política institucional que guiarán los proyectos y acciones a desarrollar hasta la actualidad. El PDI impulsa un proyecto institucional cuyo horizonte es: promover la formación continua y permanente con equidad social; ordenar los procedimientos que aseguren una docencia, investigación y extensión de calidad, propiciar la creación de espacios de diálogo y participación, orientar las acciones de investigación y extensión a resolver problemas de salud comunitarios, generar los espacios físicos y adquirir el equipamiento que posibilite el desarrollo óptimo de las funciones básicas, así como también mejore la experiencia del trayecto universitario de los estudiantes. 
En lo que refiere a la creación de carreras, hay que mencionar la puesta en marcha de las Tecnicaturas en Diagnóstico por Imágenes (Resolución CSU 289/07) y en Laboratorio de Análisis Clínico (Resolución CSU 289/07). En el año 2008, y a instancias del convenio entre el Ministerio de Salud de la Nación y la UNER, se implementa el Posgrado en Salud Social y Comunitaria del Programa Médicos Comunitarios que luego dará lugar a la Especialización en Salud Social y Comunitaria (Resolución CS N.º 237/08) en el ámbito de la Facultad. En el año 2009 se lanza la Licenciatura en Instrumentación Quirúrgica (Resolución CSU 281/09) y unos años más tarde, el CCC de la Licenciatura en Instrumentación Quirúrgica a Distancia (Resolución CSU 251/15). 
En esta etapa se aborda también la construcción de una nueva sede junto al Hospital Regional de Concepción del Uruguay, proyectada para permitir el correcto desarrollo de las funciones sustanciales de la facultad en el marco de un abordaje integral de las ciencias de la salud humana y del ambiente. La construcción finaliza en el año 2011, dando respuesta de esta forma a una demanda de larga data de la FCS.

### 2013-2018
A través del Programa de Expansión de la Universidad Argentina de la Secretaría de Políticas Universitarias y en el marco del Plan de Desarrollo de la Oferta Académica de la UNER, en el año 2013, se firma un convenio para el dictado de la Tecnicatura Universitaria en Promoción de la Salud (Convenio ME 297/13).En los años siguientes, se trabajará sostenidamente para lograr la implementación completa de los ciclos curriculares que conforman la carrera de medicina, lo que se alcanzará en el ciclo lectivo 2016.
Entre los principios político-institucionales que dan fundamento a esta nueva apuesta de la FCS es de resaltar el consenso en torno a que las carreras de medicina deben incluir en su currícula una misión social: “es decir, que el profesional esté formado con las competencias que lo habiliten para poder trabajar con la comunidad, comprendiendo los problemas de la misma. Nosotros desde la Universidad Pública defendemos los principios de una Universidad Pública que esté vinculada socialmente, trabajando codo a codo con las autoridades de salud que requieren de nuestros graduados para fortalecer las políticas públicas de salud” (palabras del Decano Dr. Jorge Pepe, Diario La Calle, 08/04/17) 
En el año 2014, se suma a estos nuevos desarrollos, la creación del Área de Educación a Distancia, que progresivamente irá desplegando propuestas de enseñanza a distancia (carreras, cursos, asignaturas) y promoverá la incorporación de los entornos virtuales y las TIC en la gestión, la investigación y la extensión universitaria. Estas acciones son parte de una estrategia institucional centrada en la formación de profesionales de la salud, en la educación para la salud y en el bienestar y la inclusión social que significa una verdadera innovación institucional -no sólo a nivel de la FCS, sino a nivel de la UNER-. 
Además de las carreras citadas anteriormente, son innumerables los Cursos de posgrado y formación permanente desarrollados, pudiendo mencionarse entre ellos, por su duración e importancia: el Curso de Enfermedades Transmisibles en Banco de Sangre, el Curso de Intervención Temprana, el Curso de Gestión Integral de Residuos Urbanos, el Curso de Técnico en Hemoterapia e Inmunohematología, el Curso de Educación para la Salud y VIH-SIDA. Estos cursos responden a las inquietudes de gran cantidad de actores de la comunidad, demostrando fehacientemente, el afianzamiento de la FCS en su medio. 
En la actualidad, la FCS se encuentra en un punto de inflexión y de relanzamiento de su misión y visión. Se apuesta a consolidar la oferta académica actual y desarrollar la educación a distancia como estrategia que permitirá la expansión territorial y brindar oportunidades a las demandas sociales de formación continua.